# Cottus kanawhae
Cottus kanawhae är en fiskart som beskrevs av Robins 2005. Cottus kanawhae ingår i släktet Cottus och familjen simpor. Inga underarter finns listade i Catalogue of Life.